# Biszcza (Biłgoraj)
Pour les articles homonymes, voir Biszcza.
Biszcza (prononciation : [ˈbiʂt͡ʂa]) est un village polonais de la gmina de Biszcza dans le powiat de Biłgoraj de la voïvodie de Lublin dans l'est de la Pologne.
Le village est le siège administratif (chef-lieu) de la gmina appelée gmina de Biszcza.
Il se situe à environ 17 kilomètres au sud-ouest de Biłgoraj (siège du powiat) et 94 kilomètres au sud de Lublin (capitale de la voïvodie).
Le village comptait approximativement une population de 1 901 habitants en 2008.

## Histoire
De 1975 à 1998, le village est attaché administrativement à la voïvodie de Zamość.

Depuis 1999, il fait partie de la voïvodie de Lublin.